# Samson-Schule
Die Samson-Schule in Wolfenbüttel war eine überregional bedeutende jüdische Freischule, die auf das Jahr 1786 zurückgeht und bis 1928 bestand. Seit 1881 hatte sie den Status einer überkonfessionellen Simultanschule, in der auch christliche Schüler unterrichtet wurden. Berühmtester Absolvent war der Begründer der Wissenschaft des Judentums Leopold Zunz.

## Geschichte

### Vorläufereinrichtungen

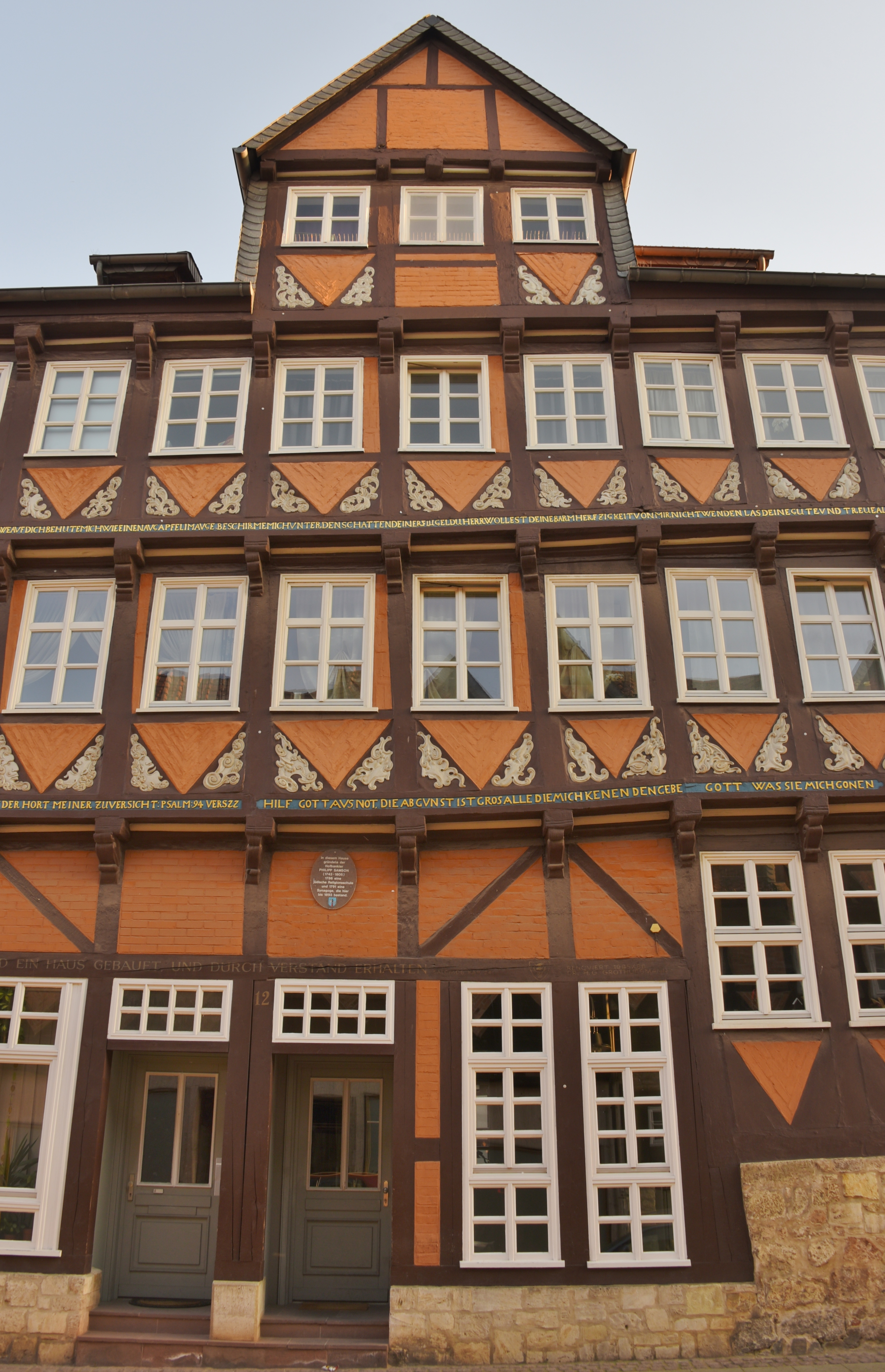
Früherer Sitz der von Philipp Samson 1786 gegründeten Religionsschule in der Harzstraße 12

Im Jahre 1786 gründete der Wolfenbütteler Hofbankier Philipp Samson aus dem 20.000 Reichstaler betragenden Stiftungskapital seines Vaters in der Harzstraße 12 eine Talmud-Tora-Freischule (Beth-hamidrasch), der er selbst vorstand. Diese zunächst orthodoxe Religionsschule befand sich in Nachbarschaft zu der 1781 durch Samson eingerichteten Synagoge. Im Jahre 1796 gründete die Witwe seines Bruders Herz Samson eine weitere Lehranstalt in Wolfenbüttel, die 1807 in der Samsonschen Freischule aufging. Der achtjährige Leopold Zunz besuchte die Schule von 1803 bis 1809 und schildert die unzureichenden Zustände vor 1807 in seinen Erinnerungen:
Es gab keine Schulgesetze, kein Protokoll, gewissermaßen keine Pädagogik. Freitag nachmittag lasen wir die Bohnen und Erbsen aus; in unseren Spielen und Raufereien waren wir uns selber überlassen. […] Lektüre und dergleichen gab es nicht; es kümmerte sich auch niemand um uns.

### Gründung 1807
Im Jahre 1807 wurde Samuel Meyer Ehrenberg, der die Anstalt zwischen 1789 und 1794 als Schüler besucht hatte, Direktor der Samson-Schule. Der durch die jüdische Aufklärung geprägte Ehrenberg gestaltete die Schule im Sinne des Reformjudentums in Anlehnung an die Jacobsonschule in Seesen um. Ziel Ehrenbergs war die Vorbereitung auf den Besuch des Gymnasiums oder auf Tätigkeiten in Handel und Handwerk. Bereits 1807 wurde die jüdische Konfirmation eingeführt, seit 1827 für Mädchen. Der plötzliche Wechsel im pädagogischen Programm wird durch einen Mitschüler Leopold Zunz’ beschrieben:
Wir sind buchstäblich aus einer mittelalterlichen Zeit in eine neue an >einem< Tage übergegangen. Alles, was ich bis dahin entbehrt hatte, Eltern, Liebe, Unterweisung, Bildungsmittel, war mir plötzlich gegeben.

Samson-Schule Wolfenbüttel am Neuen Weg, Neubau von 1895

Im Jahre 1840 erfolgte die Umwandlung in eine dreiklassige Bürgerschule. Ehrenberg blieb bis 1846 Leiter der Schule. Das Amt übernahm bis 1871 sein Sohn Philipp Ehrenberg (1811–1883). Die Samson-Schule erhielt 1888 den Status einer sechsklassigen Realschule, die seit 1892 „Einjährigen-Zeugnisse“ ausstellen durfte. Seit 1881 wurden auch christliche Schüler unterrichtet. Am 3. September 1896 wurde am Neuen Weg ein zweigeschossiger Neubau eingeweiht. Die 1886 von Mitgliedern der Familie Samson und ehemaligen Schülern ins Leben gerufene „Säkularstiftung“ förderte abgehende Schüler während ihrer anschließenden Lehrzeit in Handwerk, Kunstgewerbe, Landwirtschaft und Gartenbau.
Die Schüler kamen in der Mehrzahl von außerhalb. Die Schule zählte zwischen 1807 und 1843 201 Absolventen; im Zeitraum 1844 bis 1886 waren es 452 Schüler.

### Schließung 1928 und nachfolgende Gebäudenutzung
Nach dem Ende des Ersten Weltkriegs wurde das Schulwesen umgestellt. Diesem Wandel konnte die Schule nicht folgen und die Schülerzahl sank ständig. Die Schließung der Schule erfolgte 1928 infolge wirtschaftlicher Probleme. Hildegard Feidel-Mertz sieht aber tieferliegende Gründe: „1928 war gerade die traditionsreiche Samson-Schule in Wolfenbüttel daran gescheitert, ein modernes jüdisches Landerziehungsheim nach dem Vorbild von Wickersdorf oder der Odenwaldschule zu werden, weil das assimilierte jüdische Bürgertum seine Kinder lieber von vornherein in diese durch Toleranz und Weltoffenheit ausgezeichneten liberalen Landerziehungsheime schickte.“
Nachdem in der Zeit des Nationalsozialismus das gesamte Samsonsche Vermögen enteignet worden war, nutzte die SA das Gebäude als Kaserne. Nach dem Ende des Zweiten Weltkriegs befand sich im Gebäude ein Krankenhaus. Im Jahre 1988 wurde der denkmalgeschützte Bau durch die Handwerkskammer Braunschweig vom Bundesvermögensamt erworben und zu einem Internat für die berufliche Bildung umgebaut. Die Handwerkskammer belegte die Samson-Schule in der Folgezeit mit Lehrlingen aus ihrem Berufsbildungszentrum der Hamburger Straße in Braunschweig und der Bundesfachschule für das Konditorenhandwerk in Wolfenbüttel, letztere schloss sich räumlich unmittelbar an das Grundstück der Samson-Schule an. Ferner belegte die Kammer das Haus auch mit Meisterschülern und Seminarteilnehmern der Bundesfachschule. Nachdem die Auslastung der Konditorenschule mit Lehrlingen und Meisterschülern erheblich sank, musste diese 2005 aufgegeben werden und das Gebäude der Konditorenschule wurde vom Wolfenbüttler Krankenhaus erworben. Damit hatte das Internat in der Samsonschule seine Existenzberechtigung verloren und wurde ebenso geschlossen. Im Jahre 2007 erwarb die Stadt Wolfenbüttel die Samsonschule.
Ab Frühjahr 2025 wird die Samsonschule erneut junge Menschen beherbergen. Im Auftrag der Moses Mendelssohn Stiftung werden in dem renovierten Gebäude ca. 150 Apartments für Auszubildende und Studierende bereitgestellt.

## Schulbetrieb
Philipp Samson konnte nach Erhalt der herzoglichen Genehmigung den Schulbetrieb am 4. Juni 1786 eröffnen. Die Schulleitung übernahm er selbst. Damals waren es 10 Schüler, die nach Alter in zwei Klassen eingeteilt wurden. Die Teilnahme am Schulbetrieb, die Kleidung und das Essen waren kostenlos. Der Schulbetrieb begann um 8.00 Uhr mit einem Morgengebet mit Philipp Samson. Zwei Lehrer erteilten Unterricht ohne Lehrplan, meistens aus der Bibel oder aus dem Talmud, für Deutsch und Rechnen waren wenige Stunden vorgesehen. Spiele, Abwechslung und Freizeitunterhaltung gab es nicht. Die Schulabgänger galten als „moralisch gefestigt“, waren aber wenig auf einen Beruf vorbereitet.
Nach dem Tod von Philipp Samson führte die Samson-Familie die Schule weiter. Samuel Meyer Ehrenberg wurde mit der Schulleitung beauftragt, ein ehemaliger Schüler. Dieser kannte die Mängel aus eigener Erfahrung und leitete Veränderungen ein. Er teilte den Unterricht in zwei Stufen nach einem festen Stundenplan, der religiöse Unterricht wurde zu Gunsten von Grammatik, Schönschreiben und richtiger Aussprache eingeschränkt. Damit sich Schüler anschließend an Wolfenbütteler Gymnasien weiterbilden konnten, wurde für Begabte auch Griechisch, Latein und Mathematik unterrichtet. Hierfür wurden auch christliche Lehrer engagiert. Die Schülerzahl entwickelte sich, und es wurden nicht nur Freischüler unterrichtet, sondern auch zahlende. Der Unterricht erfolgte in mehreren Stufen; die Baulichkeiten reichten nicht mehr aus. Auf Weisung des Braunschweigischen Staatsministeriums wurde die Schule in eine mehrstufige Realschule umgestaltet.
Die Samson-Familie beschloss den Bau eines modernen Schulgebäudes. Im Erdgeschoss des neuen Gebäudes befanden sich die Schulräume, im ersten Stockwerk die Arbeits- und Aufenthaltsräume, Bibliothek, Speisesaal und Aula. Der zweite Stock war für die Schlaf- und Waschräume und für eine gesonderte Krankenabteilung gebaut worden. Die Lehrerzimmer waren so über die Stockwerke verteilt, dass eine permanente Aufsicht möglich wurde. Es gab auch eine schuleigene Turnhalle.
Im Jahr 1984 erwarb die Handwerkskammer Braunschweig das Gebäude und baute es für ihre Zwecke um. Es wurde praktischer Unterricht für Fleischereiverkäuferinnen und für Buchdruckerlehrlinge in ein- oder zweiwöchigen Kursen nach staatlich genehmigten Rahmenlehrplänen durchgeführt. Die Teilnehmer konnten auch in dem Schulungsgebäude untergebracht werden. Gleichzeitig wurde es als Gästehaus der benachbarten Bundesfachschule für das Konditorenhandwerk und des Berufsbildungszentrums der Handwerkskammer genutzt.

## Bekannte ehemalige Lehrer und Schüler
Als Lehrer wirkten seit 1863 Jakob Freudenthal, seit 1864 Samuel Spier und seit 1874 der Rabbiner Emanuel Schreiber.
Der in Detmold geborene Samsonschüler Leopold Zunz begründete die Wissenschaft des Judentums. Zunz’ Jugendfreund Isaak Markus Jost wurde jüdischer Historiker. Der aus Hannover stammende Emil Berliner wanderte 1870 in die USA aus und erfand 1887 Grammophon und Schallplatte.
Der in Berlin geborene Werner Scholem wurde von seinem Vater 1908 für zwei Jahre an die Samsonschule geschickt. Scholem wurde in der Weimarer Republik Reichstagsabgeordneter für die KPD, 1933 wurde er verhaftet und 1940 von den Nationalsozialisten ermordet.
Von 1917 bis 1920 war Siegfried Höxter Schüler der Samson-Schule.
Von 1920 bis 1924 arbeitete Hugo Rosenthal als Mittelschullehrer an der Samson-Schule.
Um 1928 verbrachte Fridolin Friedmann einen Teil seines Referendariats an der Samson-Schule.